# Ulica Komuny Paryskiej w Siemianowicach Śląskich
Ulica Komuny Paryskiej – ulica w Siemianowicach Śląskich o długości około 930 m, położona na terenie dzielnicy Centrum, łącząca od południa ulicę Powstańców z ulicą Jasną przez m.in. ulice: P. Śmiłowskiego i Obwodową. Została ona wytyczona w rejonie historycznej kolonii Wandy, będącej częścią historycznej gminy Huta Laura. Przy niej znajdują się liczne kamienice i budynki mieszkalne wpisane do gminnej ewidencji zabytków.

## Charakterystyka i przebieg

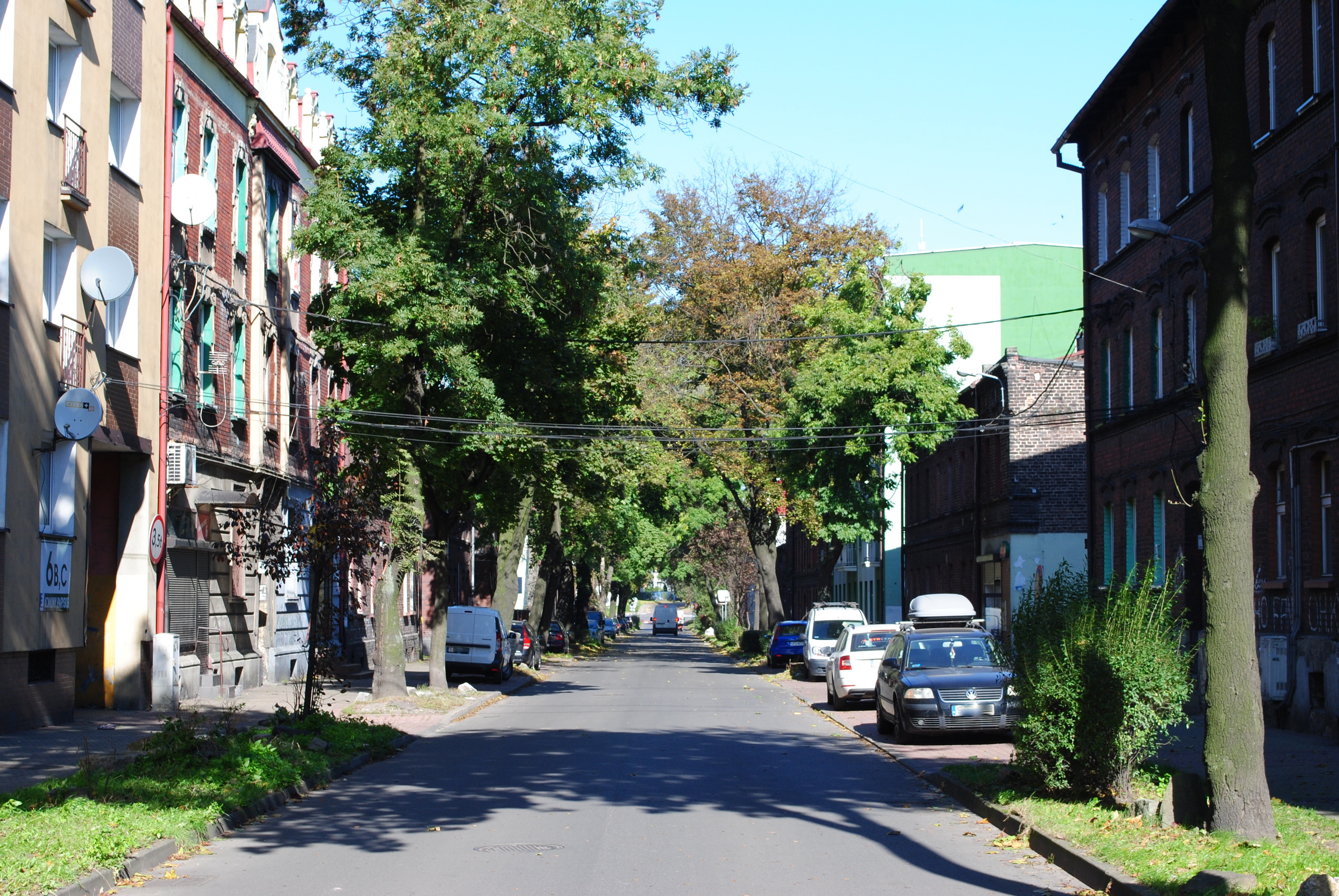
Ulica Komuny Paryskiej na wysokości skrzyżowania z ulicą Pawła Śmiłowskiego

Ulica Komuny Paryskiej w Siemianowicach Śląskich położona jest na terenie dzielnicy Centrum. Jest ona drogą gminną. W systemie TERYT widnieje ona pod numerem 09101. Kod pocztowy dla wszystkich adresów przy ulicy to 41-100.
Numeracja domów przy ulicy Komuny Paryskiej rozpoczyna się od strony południowej, od skrzyżowania z ulicą Powstańców – po stronie zachodniej numeracja jest parzysta, zaś po wschodniej nieparzysta. Od skrzyżowania z ulicą Powstańców do ulicy P. Śmiłowskiego ulica Komuny Paryskiej kieruje się w stronę północną, a na tym odcinku ruch pojazdów odbywa się jednokierunkowo, w kierunku południowym. Za skrzyżowaniem z ulicą P. Śmiłowskiego ulica Komuny Paryskiej jest już dwukierunkowa. Na wysokości ulicy Cichej ulica Komuny Paryskiej zmienia swój przebieg na północno-wschodni. Droga kończy swój bieg na skrzyżowaniu z ulica Jasną, nieopodal Parku Pszczelnik. Łączna długość ulicy wynosi około 930 m.
Ulicą Komuny Paryskiej nie kursują pojazdy transportu miejskiego – najbliższe przystanki ZTM znajdują się przy sąsiedniej ulicy 1 Maja – Siemianowice Liceum Katolickie i Siemianowice Szpital. W 2014 roku przy ulicy Komuny Paryskiej mieszkały 1432 osoby, a wierni rzymskokatoliccy mieszkający przy tejże ulicy przynależą do parafii Krzyża Świętego. 

## Historia
Obecna Komuny Paryskiej została wytyczona w rejonie powstałej w latach 50. XIX wieku kolonii Wandy. Została oznaczona na mapie wydanej w 1883 roku. Wówczas istniał odcinek od skrzyżowania z dzisiejszą ulicą Powstańców, a kończyła się przed dzisiejszym skrzyżowaniem z ulicą Obwodową – sama zaś ulica Obwodowa wówczas nie istniała. W okresie przedwojennym ulica nosiła nazwę Wilhelm Fitznerstrasse. 
Przy tej ulicy, na odcinku pomiędzy ulicą P. Śmiłowskiego a ulicą Obwodową w 1894 roku powstała zabudowa robotnicza dla pracowników Fabryki Kotłów Parowych Fitznera. Za projekt kolonii odpowiadali: Hugo Mausel, Jacob Kamsella i miejski budowniczy Johannes Seiffert. Przy dzisiejszej ulicy Komuny Paryskiej 17, pod koniec XIX wieku Fitznerowie oddali do użytku dom noclegowy dla pracowników Fabryki Kotłów Parowych. W dwudziestoleciu międzywojennym ulica nosiła nazwę ulicy Wojciecha Korfantego.
W okresie Polski Ludowej ulica posiadała już swoją obecną nazwę. Na mapie z lat 1958–1961 ulica Komuny Paryskiej istniała już na całej swojej obecnej długości. W latach 60. i 70. XX wieku Siemianowicka Spółdzielnia Mieszkaniowa postawiał szereg bloków mieszkalnych, będących częścią obecnego osiedla Centrum. W 1960 roku oddano do użytku czterokondygnacyjny blok mieszkalny przy ulicy Komuny Paryskiej 13a-b, w 1968 roku powstały trzy, jedenastokondygnacyjne bloki mieszkalne przy ulicy Komuny Paryskiej 1, 3 i 5, natomiast w 1973 roku czterokondygnacyjny budynek pod numerem 6b-c. W latach 70. XX wieku na rogu ulicy Komuny Paryskiej i ulicy P. Śmiłowskiego powstał piętrowy pawilon, który do końca lat 80. XX wieku mieścił księgarnię Domu Książki, kawiarnię Agawa i punkt naprawy telewizorów. Po przebudowie pawilon w całości stał się siedzibą oddziału PKO Banku Polskiego.
W 2004 roku przy ulicy Komuny Paryskiej mieszkało 1587 osób, zaś w 2014 mieszkańców było 1432, co stanowiło spadek o 9,77%.
W dniu 20 marca 2019 roku podpisano umowę na wymianę nawierzchni na wybranych odcinkach dróg na terenie Siemianowic Śląskich, w tym na ulicy Komuny Paryskiej. Prace modernizacyjne na odcinku ulicy o długości 350 m pomiędzy ulica Śląską a ulicą Obwodową zrealizowano w lipcu tego samego roku. W ramach prac wykonano prócz wymiany nawierzchni również regulację krawężników i obrzeży, a także chodników z kostki brukowej. Koszt prac modernizacyjnych wyniósł około 880 tys. złotych. 

## Obiekty historyczne i zabytki

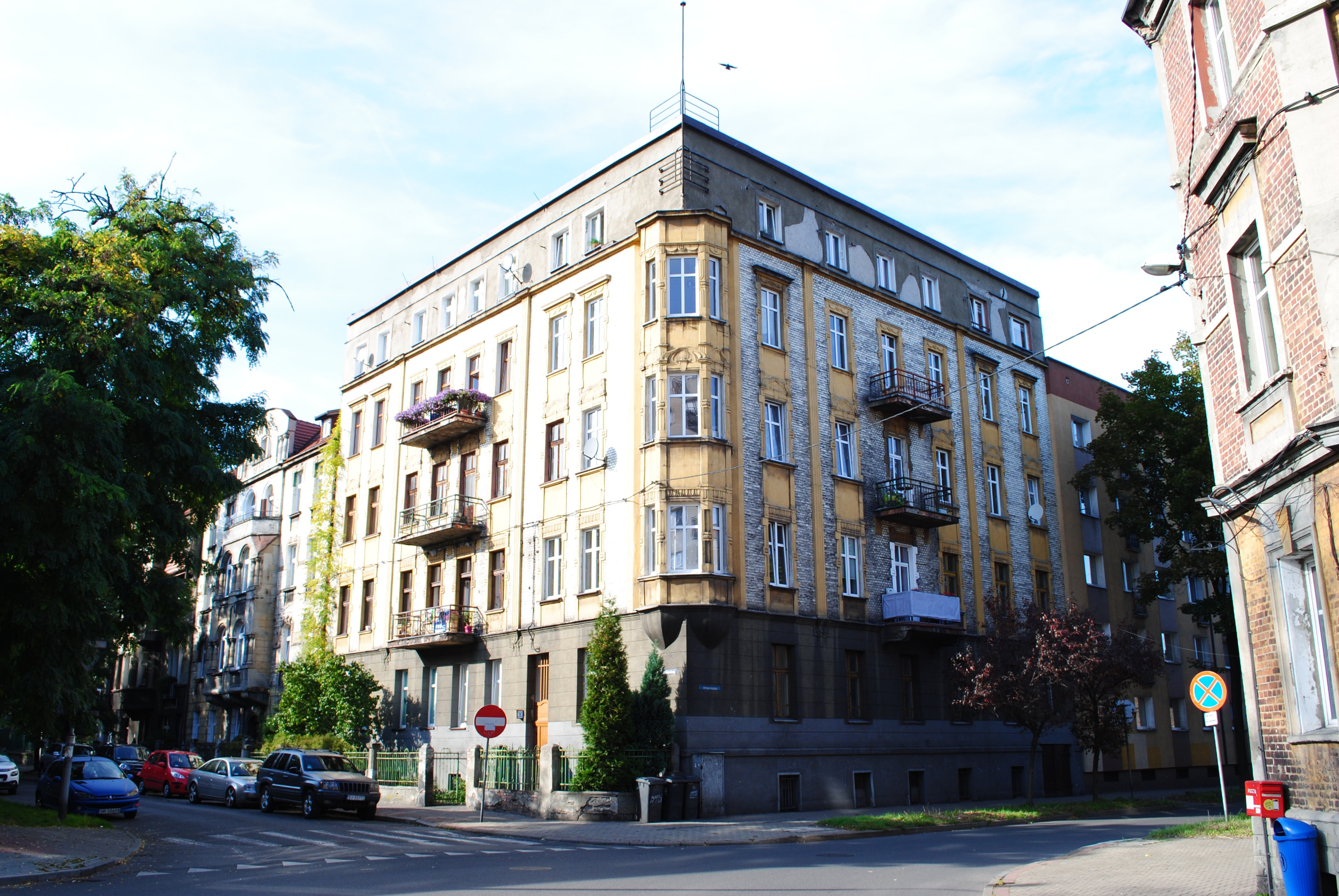
Kamienica na rogu ulicy P. Śmiłowskiego i ulicy Komuny Paryskiej

Część budynków przy ulicy Komuny Paryskiej jest wpisanych do gminnej ewidencji zabytków. Są to następujące obiekty:
- Budynek mieszkalny (ul. Komuny Paryskiej 2)[16],
- Budynek mieszkalny (ul. Komuny Paryskiej 4/4a)[16],
- Budynek mieszkalny (ul. Komuny Paryskiej 6)[16] – bogata w detale kamienica z orłami, wybudowana przez siemianowickiego budowniczego i właściciela firmy budowlanej Roberta Pietruszkę[10],
- Budynek mieszkalny (ul. Komuny Paryskiej 6a)[16] – willa Marya; okna półkolistego wykusza na parterze po lewej stronie budynku były ozdobione witrażami[17],
- Budynek mieszkalny (ul. Komuny Paryskiej 7)[16],
- Budynek mieszkalny (ul. Komuny Paryskiej 8)[16],
- Budynek mieszkalny (ul. Komuny Paryskiej 9)[16],
- Budynek mieszkalny (ul. Komuny Paryskiej 10)[16],
- Budynek mieszkalny (ul. Komuny Paryskiej 12)[16],
- Budynek mieszkalny (ul. Komuny Paryskiej 16)[16],
- Budynek mieszkalny (ul. Komuny Paryskiej 17/17a/17b) – budynek dawnego domu noclegowego dla pracowników Fabryki Kotłów Parowych Fitznera z końca XIX wieku; jest to obiekt czterokondygnacyjny na planie litery U; wewnątrz podwórka powstały budynki mieszczące pierwotnie pralnię, łaźnię, magiel i chlewiki[11],
- Budynek mieszkalny (ul. Komuny Paryskiej 18)[16],
- Budynek mieszkalny (ul. Komuny Paryskiej 19)[16],
- Budynek mieszkalny (ul. Komuny Paryskiej 20)[16],
- Budynek mieszkalny (ul. Komuny Paryskiej 22[16]),
- Budynek mieszkalny (ul. Komuny Paryskiej 24/24a)[16],
- Budynek mieszkalny (ul. Komuny Paryskiej 25)[16],
- Budynek mieszkalny (ul. Komuny Paryskiej 26)[16],
- Budynek mieszkalny (ul. Komuny Paryskiej 27)[16],
- Budynek mieszkalny (ul. Komuny Paryskiej 28)[16].

## Gospodarka i instytucje
W 2014 roku przy ulicy Komuny Paryskiej było zarejestrowanych 55 mikro- i małych przedsiębiorstw. Do systemu REGON do połowy października 2021 roku zostało wpisanych łącznie 208 podmiotów zarejestrowanych przy ulicy Komuny Paryskiej. Pośród dalej funkcjonujących, swoją siedzibę mają tutaj takie placówki jak m.in.: piekarnie, wspólnoty mieszkaniowe, sklepy wielobranżowe, warsztaty samochodowe, pracownia projektowa, kwiaciarnia, zakład tapicerski, gospodarstwa rolne, gabinet lekarski, biuro rachunkowe, kancelaria adwokacka, pracownia architektoniczna i inne. 